# برایان پرو
برایان پرو (به فرانسوی: Bryan Perro) نویسنده قرن بیستم میلادی اهل بخش فرانسوی‌زبان کانادا است.